# Stampens kvarn
Stampens kvarn är en tidigare kvarn vid Hjoån i Hjo kommun. Det är en av tre bevarade kvarnanläggningar vid ån, vid sidan av Grebbans kvarn och Herrekvarn.
Kvarnen har anor från slutet 1600-talet. På uppmätningskartan "1696 års karta över Hjo", den äldsta kända kartan över Hjo, benämndes den Skäggie kvarn och omnämndes i dokument från början av 1720-talet som en stampkvarn. Det fanns sannolikt där en benstamp för krossning av ben till benmjöl som jordförbättringsmedel för åkrarna. 
Stampens kvarn har senare varit plats för en mjölkvarn, i vilken maldes mjöl fram till mitten av 1960-talet. Kvarndammen är bevarad och används för att driva turbiner i kvarnen.
Kvarnen restaurerades 2005–2007 och används sedan 2007 som restaurang. 